# Sveučilište Ludvig Maksimilijan u Münchenu
Sveučilište Ludvig Maksimilijan u Münchenu (također poznato i kao LMU ili Sveučilište u Münchenu, njemački: Ludwig-Maximilians-Universität München) javno je istraživačko sveučilište smješteno u Münchenu u Njemačkoj.
Sveučilište u Münchenu najstarije je njemačko sveučilište u kontinuiranom radu. Izvorno je utemeljeno u Ingolstadtu 1472. za vrijeme kneza Ludviga IX. Bavarskoga. Sveučilište se 1800. godine preselilo u Landshut za vrijeme kralja Maksimilijana I. Bavarskoga kada su Ingolstadtu prijetili Francuzi, prije nego što se 1826. premjestilo na svoje današnje mjesto u Münchenu za vrijeme kralja Ludviga I. Bavarskoga. Godine 1802., Sveučilište je službeno nazvano Sveučilište Ludvig Maksimilijan odlukom kralja Maksimilijana I. Bavarskoga.
Sveučilište u Münchenu, osobito od 19. stoljeća, smatra se jednim od najprestižnijih njemačkih i europskih sveučilišta; s 35 Nobelovih laureata povezanih sa Sveučilištem je na 17. mjestu u svijetu po broju nobelovaca. Među njima su bili: Wilhelm Röntgen, Max Planck, Werner Heisenberg, Otto Hahn, Konrad Adenauer, Muhammad Iqbal, Bertolt Brecht, Max Weber, Wolfgang Pauli, Bartolomej I., Konrad Bloch, Theodor Escherich, Ian Fleming, Gustav Hertz, Walter Kasper, Hans Adolf Krebs, Karl Jaspers, Karl Rahner, Rainer Maria Rilke, Sophie Scholl, Richard Strauss i Thomas Mann. Papa Benedikt XVI. bio je i student i profesor na Sveučilištu. Nedavno je LMU dobio titulu "elitnoga sveučilišta" pod njemačkom inicijativom izvrsnosti njemačkih sveučilišta.
Sveučilište u Münchenu trenutno je drugo po veličini sveučilište u Njemačkoj u smislu studentske populacije; u zimskom semestru 2015./2016., Sveučilište je imalo ukupno 51,025 studenata.